# Preferred Networks
株式会社Preferred Networksは、日本のIoT分野での活用を中心にディープラーニングの研究と開発を行うスタートアップ企業である。同社の代表取締役社長である西川徹、岡野原大輔らが設立した株式会社Preferred Infrastructure（PFI）から2014年3月26日にスピンアウトした。

## 概要
デバイスが生み出す膨大なデータを、ネットワークのエッジで分散協調的に処理する「エッジヘビーコンピューティング」を提唱し、交通システム、製造業、バイオ・ヘルスケアの3つの重点事業領域を中心に、様々な分野でイノベーションを実現することを目標に掲げている。オープンソースの深層学習フレームワークChainerの開発(2019年12月開発終了)を通じて、トヨタ自動車、ファナック、国立がん研究センターなどの組織と協業し、先進的な取り組みを推進している。

## 沿革

### Preferred Infrastructure
- 2006年3月 東京大学在学中でACM国際大学対抗プログラミングコンテスト日本代表の西川徹（代表取締役）、太田一樹（最高技術責任者。2011年にTreasure Data, Inc.を創業）、岡野原大輔、西鳥羽二郎（2016年にレトリバを創業）ら6人の学生たちが自然言語処理と検索エンジンの開発を目的として有限会社Preferred Infrastructure（PFI）を設立[2][3][4][5]。
- 2008年1月15日 有限会社から株式会社に変更[6]。
- 2008年7月15日 株式会社はてなのはてなブックマークに関連エントリー表示機能を提供[7]。
- 2010年6月21日 図書館情報サービスのWebcat PlusがSedueを採用[8]。
- 2016年10月31日 Preferred Infrastructureの製品だった統合検索プラットフォームSedueなどを、Preferred Infrastructureの社員等が立ち上げた株式会社レトリバに事業譲渡した[9]。

現在は事業を行っていないが、2008年当時は、以下のようなプロダクトがあった。
- 大規模検索エンジン Sedue
- 連想検索エンジン Reflexa
- 分類型画像検索エンジン Viim
- 関連記事推薦エンジン Hotate

### Preferred Networks
- 2014年3月26日 株式会社Preferred Networks（PFN）を設立[11]。西川徹が代表取締役就任。
- 2014年10月1日 トヨタ自動車と共同研究を開始[12]。
- 2014年10月1日 NTTと資本・業務提携契約を締結。2億円の出資を受けた[13]。
- 2015年6月9日 オープンソース深層学習フレームワークのChainerをリリース[14]。
- 2015年6月11日 パナソニックおよびファナックと事業提携[15][16]。
- 2015年8月21日 ファナック株式会社から9億円の出資を受けた。評価額は150億円[17]。
- 2015年9月18日 NVIDIAと技術提携[18]。
- 2015年12月30日 トヨタ自動車から9億円の出資を受けた[19]。
- 2016年7月 DeNAと合併会社設立。
- 2016年7月 2016 US-Japan Innovation Awardsにて日本発の革新的なスタートアップ企業に選出。
- 2016年10月 PFNがん研究所（PFN Cancer Research Institute, PCRI）を設立。
- 2016年11月 SCSKとAsian Frontierグループの業務提携に関するお知らせ。
- 2016年11月 人工知能（AI）を活用した統合的がん医療システム開発プロジェクト開始。
- 2017年2月 第3回日本ベンチャー大賞において経済産業大臣賞（ベンチャー企業・大企業等連携賞）を受賞[20]。
- 2017年4月 インテルとディープラーニング向けオープンソースフレームワークChainerの開発で協業。
- 2017年5月 マイクロソフトとディープラーニングソリューション分野で戦略的協業。
- 2017年5月 お絵描きコミュニケーションアプリ「pixiv Sketch」と線画自動着色サービス「PaintsChainer」が連携。
- 2017年7月 2017 Japan-U.S. Innovation Awardsにて「Emerging Leader Award」を受賞。
- 2017年8月 トヨタ自動車から約105億円の資金調達。モビリティ分野でAI技術の共同研究・開発を加速[21]。
- 2017年12月 ファナック、博報堂DYHD、日立製作所、みずほ銀行、三井物産から合計で20億円超の資金調達を実施[22]。
- 2018年1月 インテリジェント・エッジ・システムの開発に向けた合弁会社の設立に合意。
- 2018年8月 中外製薬株式会社から約7億円、東京エレクトロン株式会社から約2億円を資金調達した[23]。
- 2018年12月12日 SEMICON Japan 2018にて専用アクセラレータMN-Coreの開発と、それを利用したスーパーコンピュータMN-3の開発を発表[24]。
- 2019年7月 JXTGホールディングス(現ENEOSホールディングス)から約10億円の資金調達を実施[25]。評価額は3516億7458万円[26][27]。累計調達額は168.8億円。
- 2019年12月5日 オープンソース深層学習フレームワークのChainerの開発終了とPyTorchへの移行を発表[28]。
- 2020年1月14日、オープンソースの機械学習向けハイパーパラメータ自動最適化フレームワーク Optunaを正式公開した[29]。
- 2020年6月23日 ディープラーニング専用アクセラレータMN-Coreを搭載したスーパーコンピュータMN-3がGreen500にて第一位を獲得[30]。
- 2023年9月28日 大規模言語モデルPLaMo-13Bを公開した。PLaMo-13B は日英2言語を合わせた能力で世界トップレベルの高い性能を示すとされる[31]。

### Preferred Robotics
- 2021年11月1日、Preferred Networksの子会社の株式会社Preferred Roboticsを設立し、Preferred Roboticsはアマノ株式会社から20億円を資金調達した[32]。
- 2022年3月18日、Preferred Roboticsは旭化成ホームズ株式会社から3億円、株式会社三井住友銀行から3億円資金調達した[33]。
- 2022年9月20日、Preferred Roboticsはアマノ株式会社とAI技術で自律移動する小型床洗浄ロボットHAPiiBOT（ハピボット）を共同開発[34]。
- 2023年5月、自社開発の家庭用自律移動ロボット「カチャカ」を発売[35]。
- 2024年2月、法人向けに特化した「カチャカプロ」を発売[35]。
- 2025年3月、旭化成ホームズと協働で、生成AI（LLM）を活用し住宅内IoT情報と連携する家庭用自律移動ロボット「カチャカ」の本実証を開始し、動画を公開した[35]。

### Preferred Computational Chemistry
- 2021年6月1日 Preferred NetworksとENEOS株式会社の共同出資により株式会社Preferred Computational Chemistryを設立。出資比率はPFN 51%, ENEOS 49%[36]。
- 2021年7月6日 汎用原子レベルシミュレータMatlantis「マトランティス」の提供を開始[36]。

### Preferred Elements
- 2023年11月1日 Preferred Networksは会社分割によりPreferred Elementsを設立。マルチモーダル基盤モデルの商用サービスとしての提供を目指すとした[37]。

## 参照
- NEWS｜Preferred Networks